# 康哲藥業
康哲藥業控股有限公司，簡稱康哲藥業控股，以及康哲藥業（英語：China Medical System Holdings Limited，港交所：0867），於1995年由林剛（主席）創立。
康哲藥業是一家專注創新藥、聚焦中國市場的醫藥企業，是上海證券交易所（A股）上市企業西藏諾迪康藥業股份有限公司（股票代碼：600211）的第一大股東。康哲藥業專注佈局全球創新藥，已擁有多个創新產品管線。同時，康哲藥業也涉及皮肤医美业务和大健康业务。
康哲藥業總部位於廣東省深圳市南山區大新路198號馬家龍創新大廈B座6-8樓，以及香港北角英皇道510號港運大廈21樓2106室。
該股份於2010年9月28日於港交所主板上市和倫敦退市。

## 連結
- cms.net.cn （页面存档备份，存于）